# Aprionus duplicatus
Aprionus duplicatus är en tvåvingeart som beskrevs av Boris Mamaev 1998. Aprionus duplicatus ingår i släktet Aprionus och familjen gallmyggor.
Artens utbredningsområde är Sverige. Arten är reproducerande i Sverige. Inga underarter finns listade i Catalogue of Life.